# Устършър
Устършър (на английски: Worcestershire, съкращавано като Worcs) е историческо административно неметрополно графство в Уест Мидландс, Англия. Граничи с Херефордшър, Шропшър, Стафордшър, Глостършър, Уоруикшър и Уест Мидландс. Между 1974 и 1998 е едно със съседното графство Херефордшър под името Херефорд и Устър.
Столицата и най-големият град е Устър. Други големи градове в графството включват: Бромсгроув, Дройтуич, Ившам, Кидърминстър, Малвърн, Редич и Стауърпорт-он-Севърн. Североизточната част на Устършър включва част от индуастриален Уест Мидландс; останалата част от графството е почти изцяло селска. Графството е разделено на шест административни окръга: Устър, Редич, Уичейвън, Малвърн Хилс, Уайър Форест и Бромсгроув.